# 高神
高纤體育用品有限公司 (GOSEN CO., LTD.)是一間日本公司，主要為世界各地的漁業，製造業和運動工業 (特別是：網球，軟式網球和羽毛球) 生產合成纖維線。

## 概要
The company focuses on three main industries: fishing tackle, manufacturing and sporting goods.

### 釣魚用具
高纤的優質魚線及魚鉤在日本漁業已享負盛名超過五十年。然而，它們大部份只在日本本土供應。直至近年來，一些國際的型號如 “Mebarin PE” 和 “W Braided” 釣魚線才逐漸在海外有售。這些線雖然比較薄，卻保持良好的柔軟性及光滑性。

### 製造業
高纤的合成纖維線為世界各地不同的工業都做出了很大貢獻。 這些合成線用途廣泛，例如:為主要服裝制造商縫紉衣服；電動機線圈，安全帶和安全氣袋等汽車的零件；用於建造業；醫療手術用線；裝飾品用線和人造毛發。

### 運動產品
高纤專門開發研究及生產網球，軟式網球和羽毛球相關的運動產品。在這個產業，這品牌已有超過60年的歷史，它所生產的產品亦已通過”國際網球總會” (International Tennis Federation), “印度尼西亞羽毛球協會”(Indonesia Badminton Association)及 “世界羽球聯盟”(Badminton World Federation)的認可。頂尖選手，如羅德·拉沃(Rod Laver), 吉米·康諾斯(Jimmy Connors), 克裡斯·艾芙特(Chris Evert Lloyd), 康奇塔·馬丁妮茲(C. Martinez) and安娜·庫妮可娃(Anna Kournikova) 亦曾經使用及推廣此品牌。

## 歷史
- 1951 高纤總公司成立，開始生產尼龍合成線 。
- 1960 開發網球線 - "HY-SHEEP"。
- 1968 日本網球總會官方正式認可高神網球線，日本軟式網球聯盟亦官方認可"HY-SHEEP-S" 。
- 1969 高纤於生產鋼造羽毛球拍桿上取得專利。同年，發表了輕量型球拍 "EXCELLENT"。
- 1973 網球大滿貫冠軍Rod Laver (澳洲)與高纤簽約以推廣高纤 。[2]
- 1980 發表無接縫碳纖羽毛球球拍。
- 1981-1982 當時的優秀運動員，Jimmy Connors和Chris Evert Lloyd, 簽訂國際約以推廣高纤。[2]
- 1985 印度尼西亞羽毛球協會官方正式認可使用高纤線。[2]
- 1986 國際網球總會官方正式認可高纤線。[3]
- 1994 與Conchita Martinez (西斑牙) 簽約來推廣高纤網球線，特別是 "TECGUT PRO"網球球拍。[4]
- 1996 世界羽毛球總會的認可高纤羽毛球線。[2]
- 1998 高纤生產"GAVUN"中軸, ROOTS 拍, 其特色包括 two-kick points (球拍輕量，卻能令球拍軸在兩點彎曲，增加擊球威力及反應力)。
- 1999 高纤開發了革命性能夠進行生物分解的線"BIOGUT"。[5]同年，和馬來西亞羽毛球協會簽署合約提供贊助。
- 2000 與Anna Kournikova簽約以推廣高纤的網球線及球拍手柄。同年，發表一條與Kournikova共同設計開發的高質量AK series.[6][7]
- 2001 高纤把超合金”Aermet”應用在球拍線和球拍。
- 2003 高纤開發新的ROOTS系列的球拍及一套已申請專利的機制，名叫 WPP (Wave Power Performance)。
- 2005 高纤採用納米技術於製作球線"NANOCUBIC"。
- 2007 高纤用Quattro-Fiber 改善R4X 羽毛球線。
- 2009 高纤開發“FG 網球線 ” - 世界首種平扁型狀網球線 。[6]
- 2011 簽約彭帥 (中國網球手) 來推廣高纤網球線。[8]
- 2013     高纤與南塔斯梅尼亞羽毛球協會簽訂合作協議。[9][10][11][12]

## 運動產品一覽

### 高纤線
高纤是全球第一間被“世界羽球聯盟” (Badminton World Federation) 和“國際網球總會” (International Tennis Federation) 所認可的造線公司。高纤也是全球首間成功制造 出“合成線”的公司。在制造線及穿線技術上擁有相當悠久的歷史。所有高纤線都是在日本生產，有一些更是申請了專利設計。

#### 羽毛球
- MULTILADE 系列 (獨特專利設計) – 採用 獨特的quattro-fiber wrap 設計。此系列通常最為人熟悉的是前綴為 “R4X”的線 (如： R4X 110 (0.68mm), R4X Momone)
- CT-SHEEP 系列  - 使用有特殊樹脂涂層。此系列的前綴 為“PRO”的線最廣為人知 (如：PRO66 和PRO77)。
- NANOCUBIC系列 (現正申請專利) [13]- 採用特殊的納米涂層，它結合了覆用單絲包裹的核心。此系列型號包括：Nanomicro 。

#### 網球 及 軟式網球
- POLYLON系列 - 特別混合紡聚酯纖維線 。
- UMISHIMA 系列 – 採用專利網球線結構來設計。
- FG系列 (現正申請專利) - 世界第一個平扁型狀的線。 [6]
- TECGUT系列 (獨特專利設計)[13]
- OG-SHEEP系列 – 此系列與型號的前綴為 “Micro” (例如：Micro Super 16，Micro 16)[14]

高纤另外還製造有24款網球線和21種軟式網球線。這些線只在日本本土有售。此外另有2種系列:
- GOSEN-X (Hybrid) 系列
- HY-SHEEP 系列

### 高纤球拍
高纤是世界首間生產出第一枝無接縫碳纖球拍的公司。 其公司的初級和中級球拍使用了“高模量石墨”(High Modulus Graphite) ，而較高端的球拍則以M30和M40碳為素材。

#### 羽毛球
- RYOGA 系列 – 由精工(Seiko)，東麗(Toray) 和高纤共同開發的球杆軸。此系列包括: Ougi (奧義)，Shiden (紫電)，Tenbu(天舞) 和Issen (一閃)。 [16][17]
- TRIVISTA 系列
- ROOTS 系列
- MIRA和Miracle light系列
- GRAPOWER 系列
- LEGENDARY 系列
- TRAINING 系列

#### 網球及軟式網球
高纤亦製造一系列的網球及軟式網球球拍。型號包括: 
It includes the following series:
- Evolve系列
- Trivista系列
- Hishun系列
- Axthies系列
- Miracle Light系列

### 高纤手柄
高纤生產一系列由台灣和日本製造的更換手柄和球柄面的手柄。所有 “AC” 均是日本製。 

### 高纤羽毛球
高纤生產兩種羽毛球: 羽毛製及尼龍製。

#### 羽毛製羽毛球
所有高纤羽毛製羽毛球是由中國生產。例如:

鵝毛 
GOSEN GF10 –日本羽毛球協會 (Nippon Badminton Association)認證。
鴨毛
Gosen GF70

#### 尼龍製羽毛球
高纤的尼龍羽毛球則由台灣生產。例子：
- GOSEN GN-105H – 經日本羽毛球協會(Nippon Badminton Association) 認證。[21]

## 高纤張人計劃 (Gosen Haribito Project)
在日本， 張人(HARIBITO)的意思是 “線的博士”。經過認証的張人成員就是一個的穿線專家。只有對任何類型的球拍線有深入的知識及了解的，才能擁有合格的張人技能資格。也能夠有資格為球員提供建議，根據穿線的鬆緊度，幫助球員找到合適自己技能的拍線。高纤自創的“高纤穿線模式”(“Gosen Stringing Pattern”) 在網球和羽毛球界已使用了幾十年，得到世界各地的專業教練，球員和球會經理的贊同。在多次大型的國際比賽中，此穿線模式亦廣被應用，包括：樂天日本公開賽(Rakuten Japan Open)，協會杯（日本/韓國隊）(Fed Cup (Japan / Korea Team))，戴維斯杯網球賽（日本隊）(Davis Cup (Japan Team)) 和馬來西亞公開賽 (Malaysia Open)。 高纤穿線模式會根據目前的球拍在市場上的反應和用戶的反饋，進行定期檢討及改善。 高纤會定期舉辦研討會，與所有參與者分享最新信息和張人技術。 

## 簽約選手
以下是高纤的簽約選手.

### 現役簽約選手

#### 網球
- 彭帥 - 使用 Polybreak 17；2010年WTA排名: 女子雙人:第39位；2011年WTA排名: 女子單人第 14位
- 森上亞希子(Akiko Morigami) - 使用Umishima AK Power 16；2005年WTA排名: 女子單人:第41位；2007年WTA排名: 女子雙人第59位
- 高畑壽彌 (Kotomi Takahata) -使用Tech Flex 16；2011年 日經全日本網球錦標賽 (Nikke National Japanese Tennis Championships)女子雙人優勝
- Hoang Thanh Trung - 使用Egg Power 16；2011年全國排名: 男子單人第 1 位
- Nguyen Anh Thang - 使用Polybreak 16；2011年全國排名: 男子單人第6 位

#### 羽毛球
- Thitipong Lapho (泰國) - 使用R4X110；2011年全國排名: 男子雙人第1位 及 混合雙人第3 位
- WTA: 世界女子職業網球協會

### 現役簽約選手
- Anna Kournikova - Super Tec AK Pro 16；2000年WTA排名: 女子單人: 8位； 1999年WTA排名: 女子雙人: 1位
- Conchita Martinez - Tec Gut Pro 16；1995 年WTA排名: 女子單人: 2位； 1993年WTA排名: 女子雙人: 7位
- Chanda Rubin - OG Micro 16；1996 年WTA排名: 女子單人: 6位; 1996年WTA排名: 女子雙人: 9位
- Chris Evert Lloyd - 1975年WTA排名: 女子單人: 1位
- Rod Laver -  1961 年全國排名: 男子單人: 1位
- Jim Courier - OG Micro JC；1992年全國排名: 男子單人: 1位
- Jimmy Connors - 1974年全國排名: 男子單人: 1位
- Wayne Ferreira - OG Super 16；1996年全國排名: 男子單人: 6位； 2001年全國排名：男子雙人: 9位

## 批發商

### 亞洲
- 中國 – Guangzhou GS Sports Ltd.
- 香港 – GS (Hong Kong) Limited
- 印度 – T&T International
- 印度尼西亞 – A.J. Sports
- 馬來西亞 – Mulpha Sports SDN BHD.
- 菲律賓 – Sonia Trading （页面存档备份，存于）
- 俄羅斯 – Star Dreams
- 南韓 – Sports Republic Limited （页面存档备份，存于）
- 斯里蘭卡 – United Sports
- 台灣 – Shen Min Trading Co., Ltd
- 泰國 – The Parrot Sports Ltd. （页面存档备份，存于）
- 阿拉伯聯合酋長國 – Silver Shield Trading Co. L.L.C. （页面存档备份，存于）
- 越南 – Forheads., JSC （页面存档备份，存于）

### Europe
- 奧地利 – Spartan Sport
- 意大利 – P.T. 2.1

### North and South America
- 北美及拉丁美洲 – Sportmode, Inc.

### Oceania
- 澳洲 – RX Group Pty Ltd. （页面存档备份，存于）